# Rivolta di Ivailo
La rivolta di Ivailo (in bulgaro Въстанието на Ивайло?) fu una ribellione scatenata dai contadini bulgari contro l'imperatore Costantino Tih e la nobiltà bulgara, le cui politiche avevano scatenato l'ira delle fasce più umili della popolazione per via delle continue guerre e crisi economiche. L'insurrezione fu alimentata principalmente dall'incapacità dimostrata nell'affrontare la minaccia costituita dai mongoli dell'Orda d'Oro nel nord-est della Bulgaria. I mongoli avevano saccheggiato e devastato la popolazione bulgara per decenni, soprattutto nella regione della Dobrugia. La debolezza delle istituzioni statali si doveva all'accelerazione del processo di feudalizzazione dell'Impero bulgaro.
A capo dei contadini insorti vi era Ivailo, che secondo i cronisti bizantini contemporanei era un guardiano dei maiali; nonostante le sue origini, egli si dimostrò un generale di successo e un comandante carismatico. Nei primi mesi della ribellione, surclassò i mongoli e gli eserciti dell'imperatore, uccidendo personalmente Costantino Tikh in battaglia. In seguito, fece un ingresso trionfale nella capitale Tărnovo, sposò Maria Paleologa Cantacuzeno, vedova dell'imperatore, e costrinse la nobiltà a riconoscerlo come imperatore di Bulgaria.
Il sovrano bizantino Michele VIII Paleologo cercò di sfruttare la complessa situazione geopolitica e intervenne nella crisi in corso in Bulgaria. Egli inviò Ivan Asen III, figlio dell'imperatore destituito Mico Asen, a reclamare il trono bulgaro alla testa di un grande esercito bizantino. Contemporaneamente, Michele VIII incitò i mongoli ad attaccare da nord, costringendo Ivailo a combattere su due fronti. I ribelli furono sconfitti dai mongoli e dovettero rifugiarsi nell'importante fortezza di Drastar. Considerata l'assenza del sovrano, la nobiltà di Tărnovo ne approfittò per aprire le porte a Ivan Asen III, allo scopo di acclamarlo come nuovo imperatore. Tuttavia, Ivailo revocò l'assedio e Ivan Asen III fuggì di nuovo nell'Impero bizantino. Michele VIII inviò due grandi eserciti, ma entrambi furono sbaragliati dai ribelli bulgari sui Monti Balcani.
Nel frattempo, la nobiltà della capitale aveva proclamato imperatore uno degli aristocratici locali, Giorgio Terter I. Circondato dai nemici e con un sostegno sempre minore a causa delle continue guerre, Ivailo fuggì alla corte del signore della guerra mongolo Nogai Khan per cercare aiuto, ma alla fine fu assassinato. Gli strascichi della ribellione si percepirono sia in Bulgaria sia a Bisanzio. Anni dopo la scomparsa dell'imperatore-contadino, due impostori si presentarono alla corte dell'Impero bizantino e seppero fingersi Ivailo in maniera tanto abile da riuscire ad accattivarsi un ampio sostegno da parte della popolazione.

## Contesto storico

### Situazione politica della Bulgaria
Dopo la scomparsa di Ivan Asen II (regnante dal 1218 al 1241), il Secondo Impero bulgaro iniziò a declinare a causa di una successione di imperatori infanti e di lotte interne scoppiate tra i nobili. A nord la Bulgaria dovette affrontare con l'invasione mongola nel 1242 e le continue incursioni successive. Sebbene Ivan Asen II avesse sconfitto i mongoli poco prima della sua morte, il reggente che agiva per conto di Colomanno I Asen (r. 1241-1246) accettò di pagare un tributo annuale ai mongoli per evitare ulteriori scorrerie. Questo ciclo di invasioni portò alla scelta compiuta dai cumani di abbandonare la parte occidentale della steppa eurasiatica, circostanza che permise ai mongoli di fondare l'Orda d'Oro. Ciò ebbe conseguenze politiche e strategiche a lungo termine per la Bulgaria: i cumani si allearono infatti con i bulgari e spesso fornirono all'esercito bulgaro delle unità di cavalleria ausiliaria, mentre l'Orda d'Oro si dimostrò ostile nei confronti dell'Impero bulgaro. A sud, la Bulgaria perse ampie porzioni della Tracia e della Macedonia a favore dell'Impero di Nicea, il quale era sfuggito agli attacchi iniziali dei mongoli. Le terre a nord-ovest, tra cui Belgrado, Braničevo e il Banato di Severin, furono conquistate dal regno d'Ungheria.
Nel 1256, la Bulgaria piombò in una guerra civile scoppiata tra Mico Asen (r. 1256-1257), parente di Ivan Asen II, che si stabilì nella Bulgaria sud-orientale, e il boiardo di Skopje Costantino Tikh (e. 1257-1277), che fu proclamato imperatore dalla nobiltà di Tărnovo. Contemporaneamente, l'aristocratico ungherese originario della Rus' Rostislav Michajlovič si insediò a Vidin e rivendicò il suo diritto al trono della Bulgaria; nel regno d'Ungheria venne riconosciuto come il legittimo titolare di questa carica. Nel 1261, Costantino Tikh ne emerse come vincitore, ma il suo regno ventennale non arrecò stabilità alla Bulgaria: Vidin preservò una propria autonomia, mentre i mongoli eseguirono regolarmente delle razzie nella Bulgaria nord-orientale, saccheggiando le campagne e paralizzando l'economia. Nello stesso anno, Michele VIII Paleologo (r. 1259-1282) si impadronì di Costantinopoli e ripristinò l'Impero bizantino, scacciando i latini che si erano insediati dalla città sin dai tempi della quarta crociata. L'impero rappresentò in breve tempo la principale minaccia per la Bulgaria da sud. Nel 1260, Costantino Tikh si ruppe una gamba in un incidente di caccia e rimase paralizzato dalla vita in giù. Questa disabilità indebolì il suo potere, poiché egli subì notevolmente l'influenza della sua seconda moglie, Irene Ducas Lascaris, la quale era costantemente coinvolta in intrighi con i suoi parenti presenti alla corte bizantina. In seguito, Costantino delegò la gestione degli affari di Stato alla sua terza moglie, Maria Paleologa Cantacuzeno, la cui personalità ingombrante e i cui tentativi di assicurare la successione del figlio la resero invisa alla nobiltà.

### Situazione interna e ascesa di Ivailo

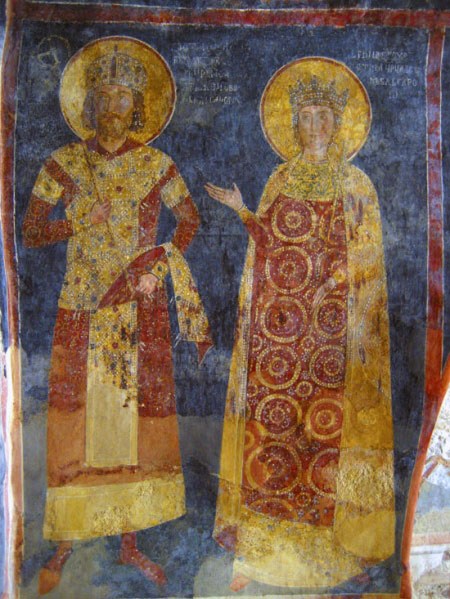
L'imperatore Costantino e l'imperatrice Irene, affresco conservata nella chiesa di Bojana

Lo sviluppo politico interno e la diffusione del feudalesimo nella Bulgaria nel XIII secolo portarono a un aumento del numero di servi della gleba e a un incremento del potere della nobiltà terriera. Ciò spinse vari aristocratici influenti a sognare la prospettiva di un maggiore autogoverno. Molti di loro istituirono infatti dei feudi semi-indipendenti che riconoscevano nominalmente il ruolo dell'imperatore a Tărnovo; ciò ridusse notevolmente la capacità delle autorità centrali di affrontare le minacce esterne. Nella seconda metà del XIII secolo, i contadini stavano perdendo i propri privilegi personali a vantaggio dei feudatari laici e dei religiosi, evento che riduceva il loro reddito e le opportunità a cui potevano aspirare le comunità rurali, con un inevitabile peggioramento della qualità delle loro vite. Allo stesso tempo, l'incapacità di Costantino Tikh di porre fine alle continue incursioni mongole nel nord-est della Bulgaria nullificò la stabilità della Dobrugia, contribuendo allo scoppio della futura rivolta e del suo rapido successo. Le razzie mongole furono condotte dal capo semi-indipendente Nogai Khan, il quale godeva di una grossa autonomia decisionale rispetto al legittimo sovrano dell'Orda d'Oro, Mengu Timur (r. 1266-1280), che governava sulle steppe dell'odierna Moldavia e dell'Ucraina.
Ivailo, originario della Bulgaria nord-orientale e probabilmente della zona vicina a Provadia, iniziò a incitare la popolazione alla rivolta. I cronisti bizantini contemporanei lo chiamano Bardokva (lattuga) o Lakhanas (verdura) e il suo vero nome è noto soltanto tramite una nota allegata al Vangelo di Svarlig. Lo storico bizantino Giorgio Pachimere afferma che si trattava di un guardiano dei maiali che si occupava della gestione dei suini per denaro. Tuttavia, lo storico John Fine ha sottolineato come i maiali rappresentassero un importante prodotto zootecnico all'epoca e chi ne possedeva una grande mandria poteva appartenere all'élite della comunità locale. Ivailo sosteneva di avere delle visioni divine nelle quali lo si sollecitava a guidare il popolo e a rimanere in contatto con il cielo e i santi. In realtà, il suo misticismo fu deliberatamente sfruttato per ottenere rapidamente sostegno e seguaci tra i religiosi abitanti del villaggio. Da molti bulgari, egli finì per essere ritenuto come un salvatore inviato da Dio.

## Il corso della ribellione

### Le prime vittorie
(Giorgio Pachimere sulla vittoria di Ivailo sui mongoli)
La ribellione scoppiò nella primavera o nell'estate del 1277 nella Bulgaria nord-orientale, dove la devastazione mongola aveva causato conseguenze maggiori. Nell'estate del 1277 Ivailo affrontò e sconfisse un'unità mongola intenta a compiere dei saccheggi. Seguì presto un'altra vittoria di lì a poco ed entro l'autunno tutti i mongoli furono scacciati dal territorio bulgaro. Essendo riuscito nell'impresa che non era stata conseguita dall'esercito regolare bulgaro per decenni, la sua popolarità e la sua reputazione aumentarono rapidamente. Tra i suoi seguaci finì per rientrare un numero crescente di nobili scontenti degli intrighi dell'imperatrice Maria. Ivailo fu presto acclamato come imperatore dal popolo e molte regioni decisero spontaneamente di cedere a lui la sovranità.
Alla fine del 1277, Costantino Tikh adottò finalmente dei provvedimenti per affrontare i ribelli. Radunato un piccolo esercito, avanzò con lentezza verso la sua meta, poiché dovette viaggiare in carrozza a causa delle sue condizioni di salute compromesse per via di una ferita alla gamba. Ivailo attaccò e sconfisse questa forza di assalto, uccidendo molti dei funzionari più stretti dell'imperatore, mentre il resto dell'esercito scelse di unirsi ai ribelli. Ivailo uccise personalmente Costantino Tikh, sostenendo che l'imperatore non aveva fatto nulla per mantenere il suo onore in battaglia. Dopo il suo trionfo, Ivailo iniziò a impadronirsi delle città fortificate della Bulgaria, le quali si arresero e lo riconobbero come imperatore una dopo l'altra. Nella primavera del 1278 la sola capitale Tărnovo era rimasta sotto il controllo dell'imperatrice Maria.

### Intervento bizantino e riconoscimento di Ivailo

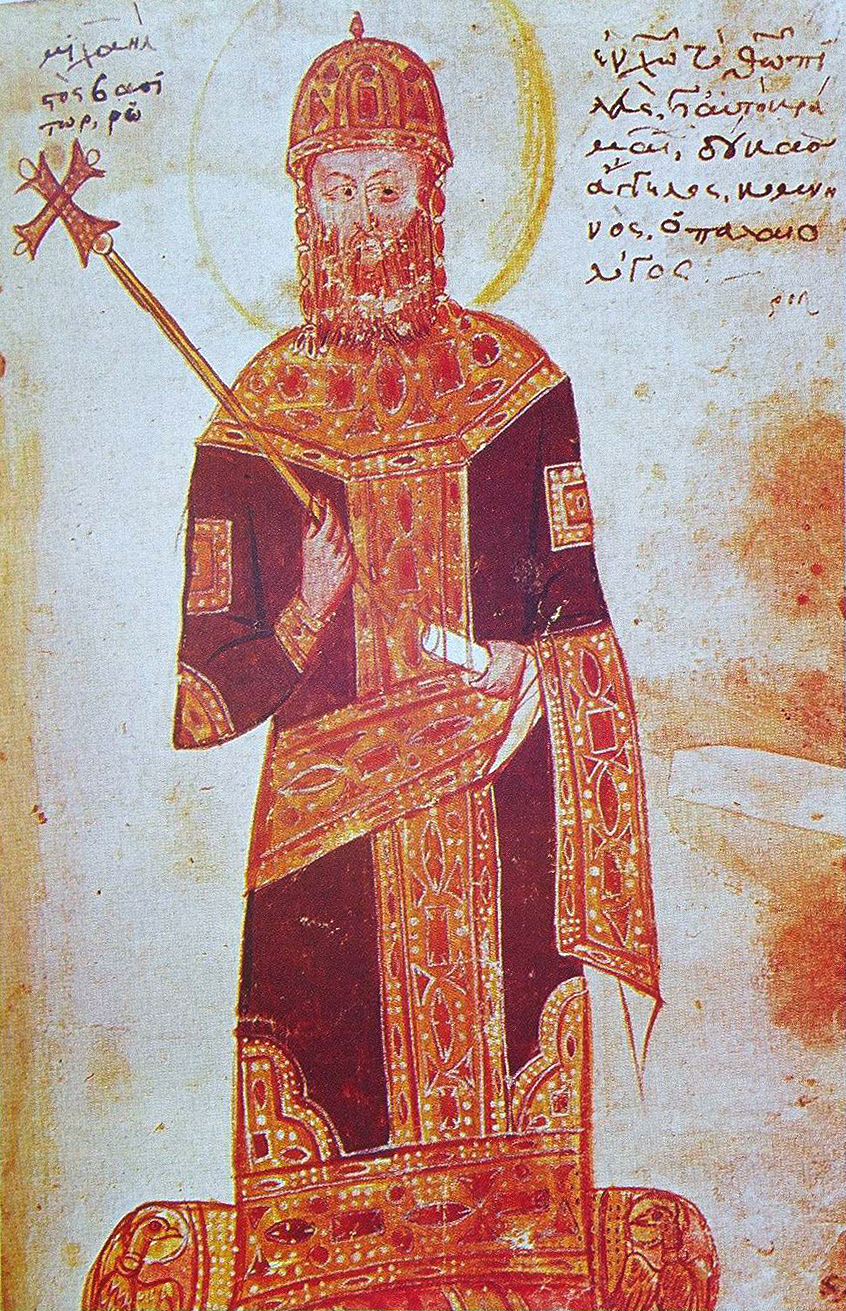
L'imperatore bizantino Michele VIII Paleologo

Nel frattempo, l'imperatore bizantino Michele VIII Paleologo lasciò Costantinopoli alla volta di Adrianopoli, situata vicino al confine bizantino-bulgaro, al fine di informarsi meglio sugli eventi in corso in Bulgaria e confidando nella speranza di sfruttare la situazione di crisi a suo favore. La dipartita di Costantino Tikh risultò una grave notizia per i bizantini. Inizialmente Michele VIII pensò di concedere in sposa la figlia a Ivailo, ma alla fine decise di insediare un suo protetto, possibilmente un pretendente al trono. Il candidato da lui selezionato fu Ivan Asen III, figlio del deposto Mico Asen, il quale aveva chiesto asilo a Bisanzio e aveva ricevuto a titolo di feudo dei possedimenti in Asia Minore. Ivan sposò prontamente la figlia di Michele VIII Irene, giurò fedeltà a Michele VIII e fu proclamato imperatore di Bulgaria. I romei inviarono dei doni ai nobili bulgari per incitarli a sostenere Ivan Asen III e vennero inviati degli emissari a Tărnovo per organizzare il suo riconoscimento e la resa dell'imperatrice Maria. Nel frattempo, Ivan Asen III marciò verso nord alla testa di un'armata bizantina, mentre Ivailo era intento ad assediare Tărnovo.
Di fronte a due avversari, Maria cercò inizialmente di negoziare con Michele VIII la successione di suo figlio, Michele Asen II, ma l'imperatore bizantino insistette per una resa incondizionata. Con grande sorpresa dei romei, Maria entrò dunque in trattative con Ivailo e gli offrì la sua mano e la corona bulgara a condizione che egli garantisse i diritti di Michele Asen quale suo unico successore. Il cronista coevo Giorgio Pachimere accusa Maria di «ignorare i doveri morali nei confronti del defunto marito», ma in realtà la sua decisione fu dettata dall'odio che provava per lo zio Michele VIII, considerato un eretico. Inoltre, Maria desiderava preservare per sé il potere, o quanto meno una parte di potere. In un primo momento, Ivailo fu riluttante ad accettare la proposta, sostenendo che Maria gli stesse offrendo ciò che egli stava per assumere con la forza. Alla fine cambiò idea e si dimostrò propenso ad accettare «la pace [...] per evitare lo spargimento di sangue in una guerra civile». Tuttavia, Ivailo chiarì che era lui a concedere la clemenza, non a riceverla.
Nella primavera del 1278 Ivailo entrò a Tărnovo accolto in maniera trionfale, sposò Maria e fu proclamato imperatore. Tuttavia, essendo inesperto negli affari di Stato, Ivailo non riuscì a consolidare la sua autorità nella cerchia dei nobili della capitale, i quali erano preoccupati per l'aleatorietà delle politiche del nuovo sovrano e per i frequenti litigi di quest'ultimo con Maria. Ivailo salì al potere in un momento storico particolarmente complicato, considerato il gran numero di truppe inviato dai bizantini sotto il comando di Michele Ducas Glabas Tarchaneiote a sostegno di Ivan Asen III. Inoltre, Costantinopoli aveva incitato i mongoli ad attaccare da nord per scatenare una guerra su due fronti. Nonostante la situazione, Ivailo lavorò alacremente per contrastare gli avversari e i suoi sforzi gli valsero il sostegno di molti nobili.

### Campagne contro i bizantini e mongoli
Ivailo lasciò Tărnovo nell'estate del 1278, marciò verso nord e sconfisse i mongoli, respingendoli oltre il fiume Danubio. La situazione a sud era più pericolosa, in quanto i bizantini avevano lanciato un attacco su un ampio fronte lungo i Monti Balcani dal passo di Šipka al Mar Nero. Non riuscirono ad attraversare le montagne perché i difensori resistettero fino a quando i mongoli non furono sconfitti e fu possibile inviare i rinforzi. Nonostante gli enormi sforzi e la superiorità numerica, i romei ottennero pochi guadagni territoriali a costi molto elevati. La fortezza di Ktenia, ad esempio, fu espugnata dopo numerosi assalti, mentre i castelli di Kran e Măgliž si arresero con pesanti perdite per gli invasori. Il comandante bulgaro Stan cadde dopo essersi distinto in combattimento durante la difesa di Boruy, così come molti altri alleati di Ivailo. Quest'ultimo non perse nessuna delle battaglie condotte personalmente (tra le principali si ricordano le lotte combattute a Studena e Pirgica) e nell'autunno del 1278 i bulgari ebbero la meglio, costringendo i romei a concludere la propria campagna. Il morale bizantino era molto basso, poiché Ivailo aveva adottato una strategia bellica caratterizzata da attacchi incessanti. Giorgio Pachimere riferisce che «cadere nelle mani di Lakhanas [Ivailo] equivaleva alla morte».

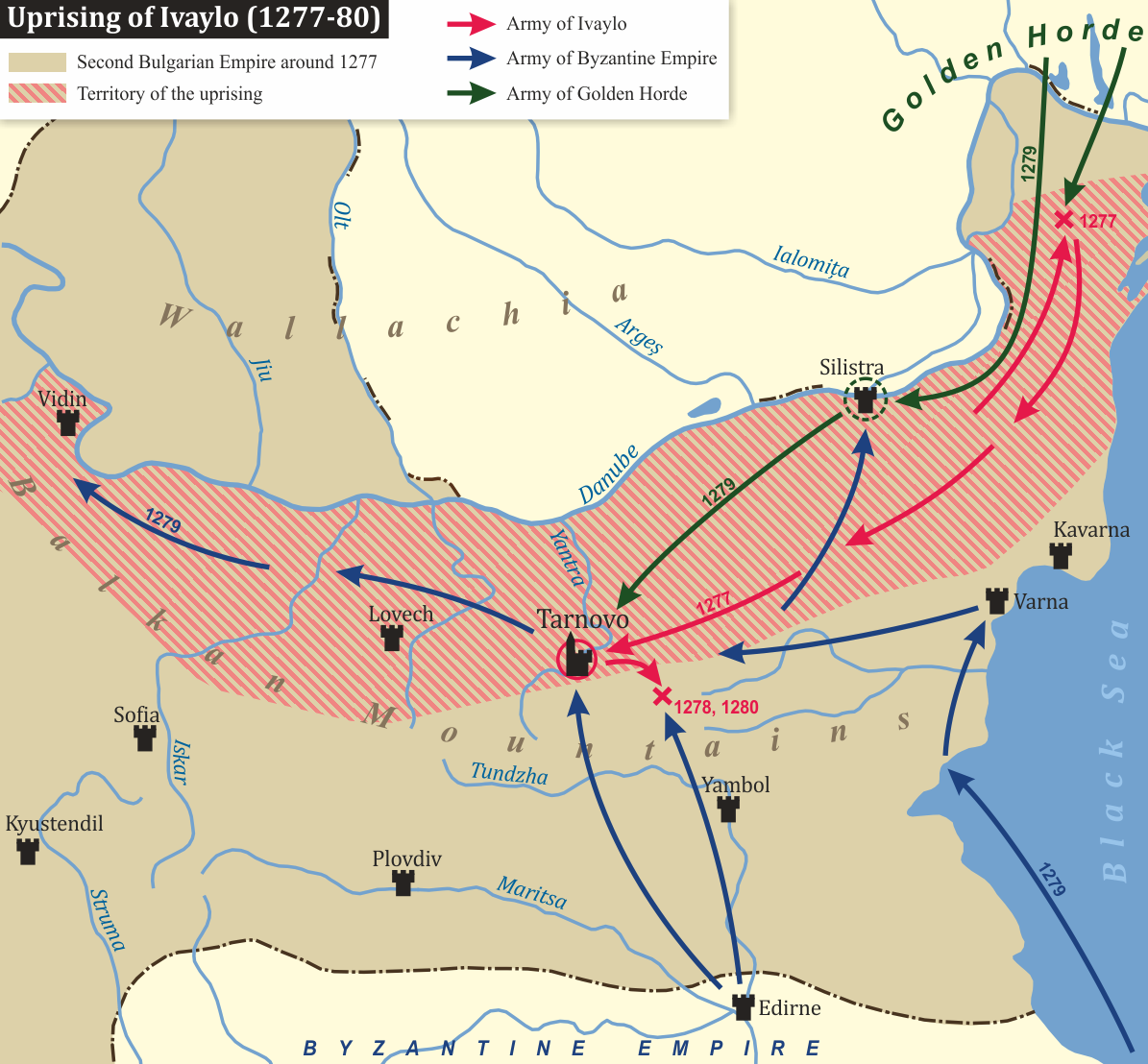
Cartina dell'Impero bulgaro, la quale evidenzia gli spostamenti degli eserciti bulgari, bizantini e mongoli durante la ribellione

Stabilizzata la situazione a sud, Ivailo dovette respingere un secondo attacco mongolo a nord. In questa occasione i bulgari affrontarono le forze d'élite di Nogai Khan. I mongoli ebbero la meglio e Ivailo si rifugiò nell'importante città di Drastar, situata sulla riva meridionale del Danubio, dove resistette a un assedio di tre mesi. Mentre la maggioranza dell'esercito ribelle era impegnato a nord, Michele VIII iniziò a negoziare con la nobiltà di Tărnovo e convinse i dignitari locali a riconoscere le rivendicazioni di Ivan Asen III. All'inizio del 1279, un esercito bizantino al comando di Michele Glabas sbarcò nei pressi di Varna e si diresse verso la capitale, sostenuto da un'unità mongola comandata da Kasim beg. L'aristocrazia di Tărnovo diffuse delle voci secondo cui Ivailo era morto combattendo contro i mongoli e aprì le porte ai bizantini e al loro protetto. Ivan Asen III fu proclamato imperatore e Maria, all'epoca incinta del figlio di Ivailo, fu esiliata a Costantinopoli. Per consolidare l'appoggio della nobiltà, il nuovo monarca diede in sposa la sorella Kira Maria a Giorgio Terter, uno dei più potenti e influenti feudatari bulgari, i cui possedimenti si trovavano nei dintorni di Červen. Kasim beg, che era stato insignito dell'alto titolo di protostratore, intuì che l'ascesa di Giorgio Terter avrebbe nuociuto alla sua posizione, motivo per cui disertò Ivan Asen III e si unì alla causa di Ivailo.
Nel frattempo, i combattimenti tra i ribelli e i bizantini continuarono. Sebbene le forze bulgare fossero state tagliate in due dopo lo sbarco bizantino a Varna, i pesanti scontri scoppiarono con nuovo vigore sulle montagne balcaniche orientali, soprattutto intorno al passo di Kotel e al passo di Varbitsa. I presidi difensivi bulgari erano circondati sia da nord che da sud, ma ciononostante i romei dovettero assediare e conquistare le fortezze una per una, circostanza che costò tempo e perdite. Molte roccaforti rimasero non sottomesse e impegnarono in modo permanente numerose truppe bizantine.
Nella primavera del 1279, Ivailo riuscì a sfondare il blocco mongolo a Drastar e assediò Tărnovo. Quest'avanzata colse di sorpresa Ivan Asen III e i suoi sostenitori. Michele VIII prese dei provvedimenti per tutelare il suo protetto e nell'estate del 1279 inviò un esercito di 10 000 uomini sotto il comando del protovestiario Murino. Ivailo non attese il nemico a Tărnovo e affrontò l'esercito invasore il 17 giugno 1279 nel passo di Kotel. Nonostante l'inferiorità numerica, nella battaglia di Devina i bulgari ottennero una grande vittoria. Svariati romei perirono in battaglia insieme al loro comandante, mentre i sopravvissuti furono catturati e uccisi per ordine di Ivailo. Un mese dopo, i bizantini inviarono un altro esercito di 5 000 truppe guidate dal protovestiario Aprino. Il 15 agosto 1279 Ivailo li affrontò sui monti Balcani orientali e, a seguito di un estenuante lotta, sconfisse i suoi avversari, uccidendo personalmente Aprino. Le fonti riferiscono che Ivailo «combatté con furore, compiendo molte gesta» in entrambe le battaglie.

### La fine della ribellione e la scomparsa di Ivailo

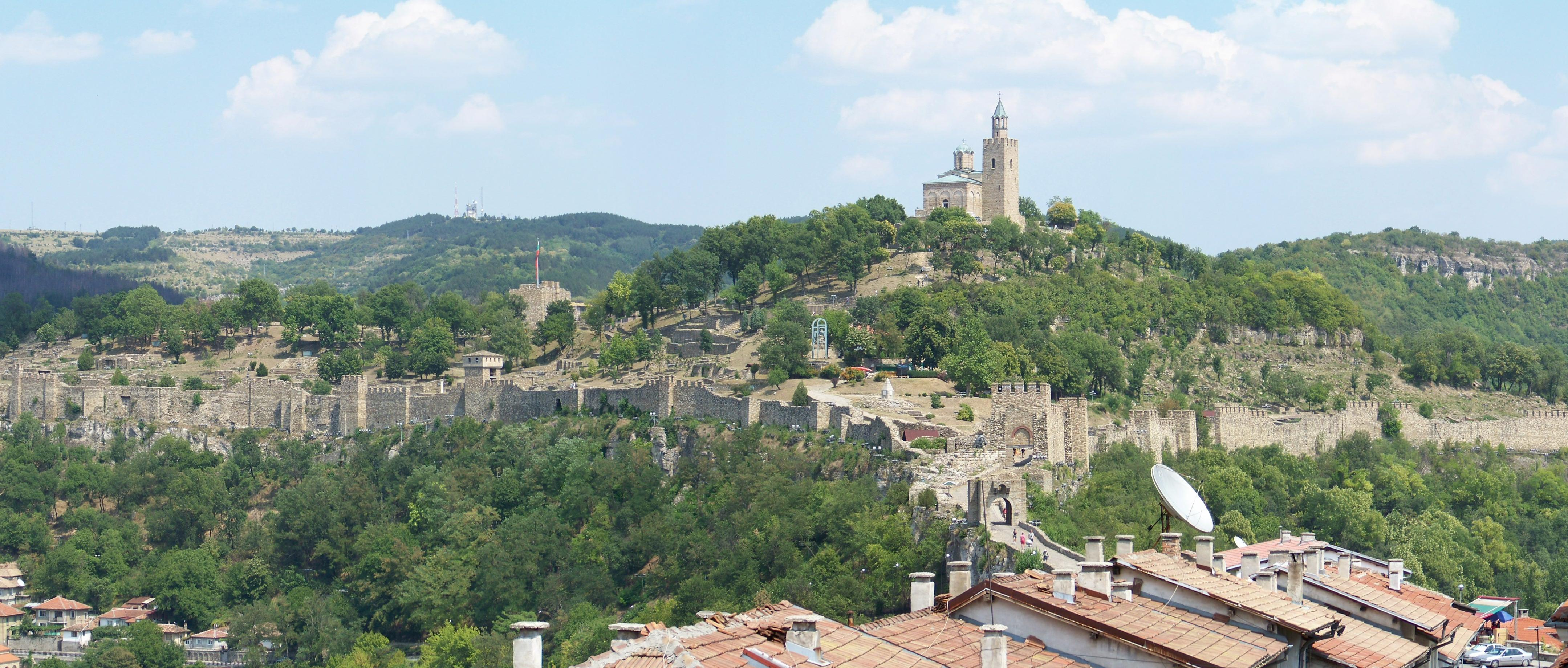
Veduta panoramica di Tărnovo, capitale dell'Impero bulgaro

Con la sconfitta dei bizantini, l'autorità di Ivan Asen III perse di credibilità. Lui e Irene fuggirono in gran segreto da Tărnovo, portando con sé le insegne imperiali bizantine, conservate nel tesoro reale sin dai tempi della vittoria bulgara riportata nella battaglia di Triavna del 1190. Michele VIII si infuriò per la codardia della coppia e rifiutò di concedere loro udienza per giorni. A Tărnovo, la nobiltà ordinò di non aprire le porte a Ivailo ed elesse invece Giorgio Terter imperatore, causando un effetto devastante sui ribelli. Nonostante i successi militari, Ivailo non riuscì ad affrontare la minaccia mongola né ad assicurarsi il definitivo sostegno della nobiltà bulgara e a unificare il Paese contro le forze schiaccianti dei mongoli e dei bizantini. Di conseguenza, i seguaci di Ivailo, disillusi dalle guerre interminabili senza prospettive di pace, iniziarono ad abbandonare la sua causa. Con la diminuzione del sostegno, nel 1280 Ivailo attraversò il Danubio con pochi fedeli collaboratori, tra cui Kasim beg, per cercare aiuto da Nogai Khan.
Inizialmente Ivailo fu accolto con tutti gli onori da Nogai Khan. Quando le notizie sulla sua sorte raggiunsero Costantinopoli, Michele VIII inviò Ivan Asen III con dei ricchi doni alla corte mongola per chiedere assistenza. Nogai Khan espresse interesse per la questione e per diversi mesi continuò a promettere aiuto a entrambi i pretendenti. Alla fine prevalse l'influenza bizantina, in quanto il capo mongolo era sposato con la figlia illegittima di Michele VIII, Eufrosina Paleologa. Durante un banchetto in occasione del quale Ivailo e Ivan Asen III sedevano ai due lati di Nogai Khan, quest'ultimo indicò Ivailo e lo minacciò affermando: «È un nemico di mio padre, l'imperatore [Michele VIII], e non merita di vivere». Subito dopo aver proferito queste parole, ne ordinò l'esecuzione e Ivailo, così come Kasim beg, fu debitamente assassinato sul posto. Ivan Asen III sfuggì a questo destino grazie all'intermediazione di Eufrosina e alla fine tornò nei suoi possedimenti in Asia Minore, dove morì nel 1303.

## Conseguenze
(Giorgio Pachimere a proposito di Pseudo-Ivailo)
L'eredità di Ivailo godette di un'enorme popolarità oltre i confini della Bulgaria anni dopo la sua morte. Almeno due impostori si palesarono nell'Impero bizantino e tentarono di radunare dei seguaci attorno alla loro persona. Nel 1284, un bulgaro che sosteneva di essere Ivailo arrivò a Costantinopoli e offrì i suoi servigi all'imperatore Andronico II Paleologo per combattere contro i turchi. Andronico II chiese alla vecchia imperatrice Maria di verificare se l'uomo fosse suo marito e lei smascherò l'impostore. L'uomo fu trattenuto a corte, ma la popolazione ne chiese il rilascio poiché i turchi «avevano timore del barbaro [Ivailo]». L'imperatore bizantino ritenne che non aveva nulla da perdere e gli permise di marciare contro i turchi. Il finto Ivailo radunò un enorme esercito di contadini, suscitando la grande preoccupazione della nobiltà bizantina, che temeva una rivolta o un colpo di stato. L'imperatore convocò allora il millantatore con un pretesto e lo fece imprigionare. Qualche anno dopo, un altro bulgaro (il cui vero nome era Ivan) si recò nell'Impero bizantino sostenendo di essere Ivailo. Una volta affidatogli un esercito per combattere i turchi, egli riportò alcune vittorie, ma in seguito fu catturato e ucciso.
In Bulgaria, i due decenni successivi al termine della ribellione rappresentarono il momento più critico nella storia del Secondo Impero bulgaro. I regni di Giorgio Terter I (r. 1280-1292) e del suo successore Smilec (r. 1292-1298) furono caratterizzati da una costante ingerenza mongola negli affari interni dello Stato e dalla progressiva perdita di potere dell'autorità imperiale a favore dei grandi latifondisti. La Bulgaria aveva perso quasi tutte le terre a sud dei Monti Balcani a favore dei bizantini e non appariva in grado di riconquistarle. Le sorti della Bulgaria cambiarono in meglio sotto il figlio di Giorgio Terter I, Teodoro Svetoslav (r. 1300-1321), il quale riuscì a sottrarre la Bessarabia ai mongoli e la Tracia settentrionale ai bizantini, arrecando all'impero stabilità e prosperità.

## Rilevanza storica
La ribellione fallì perché i ribelli dovettero combattere contro forze schiaccianti, ovvero non solo i bizantini e i mongoli, ma anche gran parte della nobiltà bulgara. Anche se alla fine l'insurrezione non ebbe fortuna, la rivolta di Ivailo portò il suo principale fomentatore a essere riconosciuto come imperatore, un obiettivo in cui tutte le altre rivolte popolari del XIV secolo scoppiate in Europa fallirono. Nella Bulgaria socialista, la ribellione fu dipinta alla stregua di un movimento sociale nato contro l'iniquità del sistema feudale e gli invasori stranieri. Nella Bulgaria moderna, a Ivailo si riconosce ancora la sua determinazione nel combattere per la libertà e una maggiore giustizia sociale. Tuttavia, non ci sono prove che Ivailo e i suoi seguaci abbiano mai avuto l'intenzione di promulgare delle riforme sociali. Poiché l'insurrezione venne incoraggiata da alcuni nobili e Ivailo sposò l'odiata imperatrice Maria, è verosimile che la principale ragione per cui si riuscirono a raggiungere questi risultati fu dovuta alle politiche incompetenti dell'imperatore Costantino Tikh. Gli storici bulgari lodano l'eroismo dei ribelli e giudicano la rivolta come un brillante risultato che aumentò il senso di coesione del popolo bulgaro, in quanto Ivailo fu in grado di guadagnarsi un ampio sostegno da tutte le classi sociali della Bulgaria per difendere l'impero, allora in difficoltà, contro i nemici esterni. Ivailo è ricordato come un sovrano eroico e una figura tragica che rappresentava l'ideale del «buon zar».

## Influenza culturale

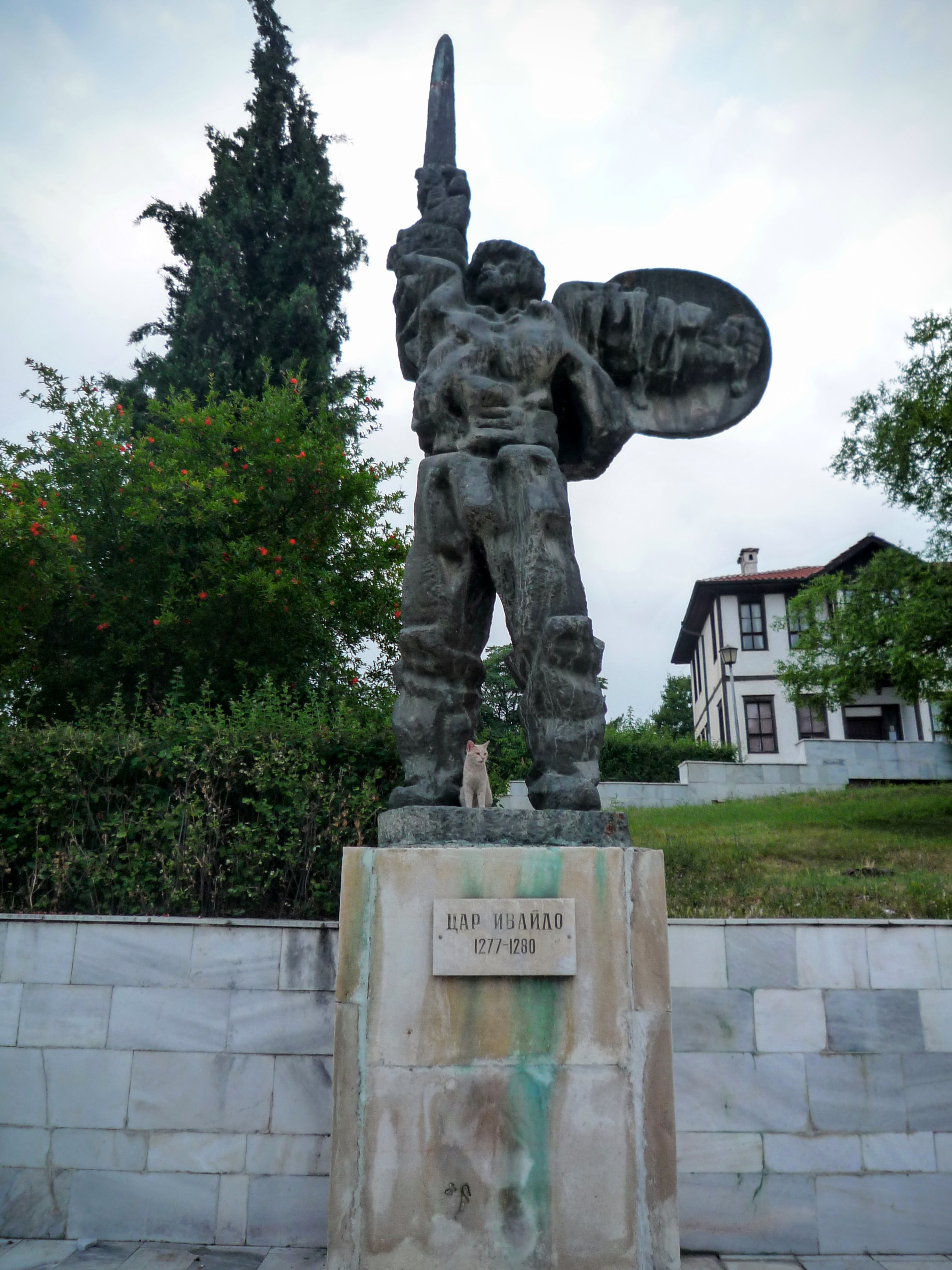
Monumento dedicato a Ivailo a Ivailograd, la città della Bulgaria situata al confine con la Grecia che prende il suo nome

La ribellione di Ivailo è annoverata tra gli eventi storici più popolari e significativi della storia della Bulgaria, se si pensa al fatto che sono numerose le opere letterarie, teatrali e artistiche ad essa dedicate. L'opera del 1959 Ivailo del compositore Marin Goleminov, basata sull'omonima ouverture di Dobri Hristov, si ispirava al «pathos vissuto durante la rivoluzione e alla tragedia dell'epoca». Dedicati alla rivolta sono anche il lungometraggio a colori del 1964 Ivailo del regista Nikola Valchev, tratto dal romanzo La fiamma ardente di Evgeni Konstantinov, e il dramma del 1921 Il Trono dell'importante poeta e scrittore bulgaro Ivan Vazov. La città di Ivailovgrad, situata nell'odierna Bulgaria meridionale al confine con la Grecia, e il piccolo centro di Ivailo, vicino alla città di Pazardžik, sono intitolati al comandante ribelle. In diverse città sono presenti statue a lui dedicate, oltre a un monumento che commemora la vittoria sui bizantini nella battaglia di Devina e realizzato a 5 km a sud-est della città di Kotel. Questo monumento, chiamato "La Guardia di Pietra", è stato inserito nell'elenco dei dieci monumenti emblematici della storia della Bulgaria.

## Cronologia degli eventi
- Estate del 1277 - I mongoli vengono sconfitti
- Autunno 1277 - I mongoli vengono scacciati dalla Bulgaria
- Fine del 1277 - L'esercito di Costantino Tikh viene sconfitto; l'imperatore viene ucciso da Ivailo
- Primavera del 1278 - Ivailo fa il suo ingresso nella capitale Tărnovo; sposa la moglie di Costantino Tikh, Maria; viene incoronato imperatore di Bulgaria
- Estate e autunno 1278 - Guerra contro bizantini e mongoli; vittoria sui primi; sconfitta contro i secondi; Ivailo è assediato a Drastar
- Inizio 1279 - La nobiltà di Tărnovo apre le porte al pretendente Ivan Asen III, sostenuto dai bizantini.
- Primavera 1279 - Ivailo respinge il blocco mongolo a Drastar; assedia Tarnovo; Ivan Asen III fugge a Costantinopoli.
- 17 giugno 1279 - Un esercito bizantino di 10 000 uomini viene sconfitto nella battaglia di Devina.
- 15 agosto 1279 - Un esercito bizantino di 5 000 uomini viene sconfitto sui monti Balcani orientali.
- Inizio 1280 - Giorgio Terter I viene acclamato come imperatore dalla nobiltà
- 1280 - Ivailo fugge da Nogai Khan e viene assassinato

### Esplicative
1. ↑  La Chiesa ortodossa bulgara si oppose strenuamente ai tentativi di riunire la Chiesa ortodossa e quella cattolica promossi da Michele VIII e dal Patriarcato di Costantinopoli. Il patriarca bulgaro Ignazio e l'imperatrice Maria li criticarono per la loro apparente disponibilità a effettuare delle concessioni al Secondo Concilio di Lione del 1272-1274.
2. ↑  In occasione della battaglia di Triavna del 1190, i bulgari si impossessarono del tesoro imperiale bizantino, tra cui l'elmo d'oro degli imperatori bizantini, la corona e la croce imperiale, considerata il bene più prezioso dei sovrani di Costantinopoli. Inoltre, nel bottinò rientrava un reliquiario d'oro massiccio contenente un pezzo della Vera Croce. Questi oggetti vennero custoditi nel tesoro bulgaro e mostrati alla popolazione a Tărnovo durante le occasioni ufficiali fino al 1279, quando Ivan Asen III li fece propri durante la sua fuga dalla capitale: Andreev e Lalkov (1996), p. 155.

### Bibliografiche
1. ↑  Andreev e Lalkov (1996), pp. 192-193.
2. ↑  Fine (1987), pp. 154-155.
3. ↑  Fine (1987), p. 155.
4. ↑  Bakalov et al. (2003), p. 357.
5. ↑  Božilov e Gjuzelev (1999), pp. 508-509.
6. ↑  Fine (1987), pp. 171-172.
7. ↑  Fine (1987), p. 174.
8. ↑  Božilov e Gjuzelev (1999), p. 513.
9. 1 2 3 4 5 6 7  Fine (1987), p. 195.
10. ↑  Andreev e Lalkov (1996), p. 218.
11. ↑  Božilov e Gjuzelev (1999), pp. 513-514.
12. ↑  Angelov et al. (1981), p. 215.
13. 1 2 3  Angelov et al. (1981), p. 277.
14. ↑  Bakalov et al. (2003), p. 359.
15. 1 2  Andreev e Lalkov (1996), p. 221.
16. ↑  Andreev e Lalkov (1996), p. 220.
17. ↑  Bakalov et al. (2003), pp. 359-360.
18. ↑  Božilov e Gjuzelev (1999), p. 515.
19. ↑   Giorgio Pachimere, De Michaele et Andronico Paleologis, collana GIBI, X, Sofia, Accademia Bulgara delle Scienze,  p. 171.
20. 1 2  Bakalov et al. (2003), p. 360.
21. ↑   Giorgio Pachimere, De Michaele et Andronico Paleologis, collana GIBI, X, Sofia, Accademia Bulgara delle Scienze,  p. 172.
22. ↑  Angelov et al. (1981), p. 279.
23. 1 2  Andreev e Lalkov (1996), p. 222.
24. ↑  Angelov et al. (1981), pp. 280-281.
25. 1 2  Andreev e Lalkov (1996), p. 223.
26. ↑  Angelov et al. (1981), p. 281.
27. 1 2 3 4  Angelov et al. (1981), p. 282.
28. ↑  Andreev e Lalkov (1996), pp. 230-231.
29. 1 2 3 4 5  Fine (1987), p. 196.
30. 1 2 3  Andreev e Lalkov (1996), p. 224.
31. ↑   Giorgio Pachimere, De Michaele et Andronico Paleologis, collana GIBI, X, Sofia, Accademia Bulgara delle Scienze,  p. 177.
32. 1 2   Giorgio Pachimere, De Michaele et Andronico Paleologis, collana GIBI, X, Sofia, Accademia Bulgara delle Scienze,  p. 178.
33. 1 2 3  Andreev e Lalkov (1996), p. 225.
34. 1 2 3 4 5 6 7 8  Bakalov et al. (2003), p. 361.
35. 1 2  Božilov e Gjuzelev (1999), p. 518.
36. 1 2  Fine (1987), p. 197.
37. 1 2 3 4 5  Andreev e Lalkov (1996), p. 226.
38. 1 2 3 4 5 6  Angelov et al. (1981), p. 285.
39. ↑   De Michaele et Andronico Paleologis di George Pachymeres, collana GIBI, X, Sofia, Accademia bulgara delle scienze,  p. 179.
40. 1 2 3  Angelov et al. (1981), p. 286.
41. ↑  Andreev e Lalkov (1996), p. 235.
42. 1 2 3  Angelov et al. (1981), p. 287.
43. ↑  Andreev e Lalkov (1996), pp. 226-227.
44. 1 2 3  Andreev e Lalkov (1996), p. 227.
45. 1 2 3 4 5 6 7  Angelov et al. (1981), p. 288.
46. ↑   Giorgio Pachimere, De Michaele et Andronico Paleologis, collana GIBI, X, Sofia, Accademia Bulgara delle Scienze,  p. 181.
47. ↑  Andreev e Lalkov (1996), p. 233.
48. 1 2 3  Fine (1987), p. 198.
49. 1 2 3 4  Andreev e Lalkov (1996), p. 228.
50. ↑   Giorgio Pachimere, De Michaele et Andronico Paleologis, collana GIBI, X, Sofia, Accademia Bulgara delle Scienze,  p. 182.
51. ↑  Andreev e Lalkov (1996), pp. 233-234.
52. 1 2   Giorgio Pachimere, De Michaele et Andronico Paleologis, collana GIBI, X, Sofia, Accademia Bulgara delle Scienze,  p. 187.
53. 1 2  Andreev e Lalkov (1996), p. 229.
54. 1 2 3 4  Angelov et al. (1981), p. 290.
55. ↑  Andreev e Lalkov (1996), pp. 238, 242.
56. ↑  Fine (1987), p. 199.
57. ↑  Andreev e Lalkov (1996), p. 251.
58. ↑  Andreev e Lalkov (1996), pp. 222, 229.
59. ↑  (BG) Ljubomir Sagaev, Ивайло [Ivailo], in Книга за операта [Libro per l'opera], 1983.
60. ↑   Ivaylo (1964), su IMDb. URL consultato il 30 luglio 2023.
61. ↑  (BG) Vasil B. Vidinski e Enjo Stojanov, Каноните: българска литература от 1878 до 1988 г. [Classici bulgari dal 1879 al 1988], su litclub.bg. URL consultato il 30 luglio 2023.
62. ↑  (BG) 10 monumenti emblematici della storia bulgara, su economic.bg, 12 gennaio 2014. URL consultato il 30 luglio 2023.